# 童工

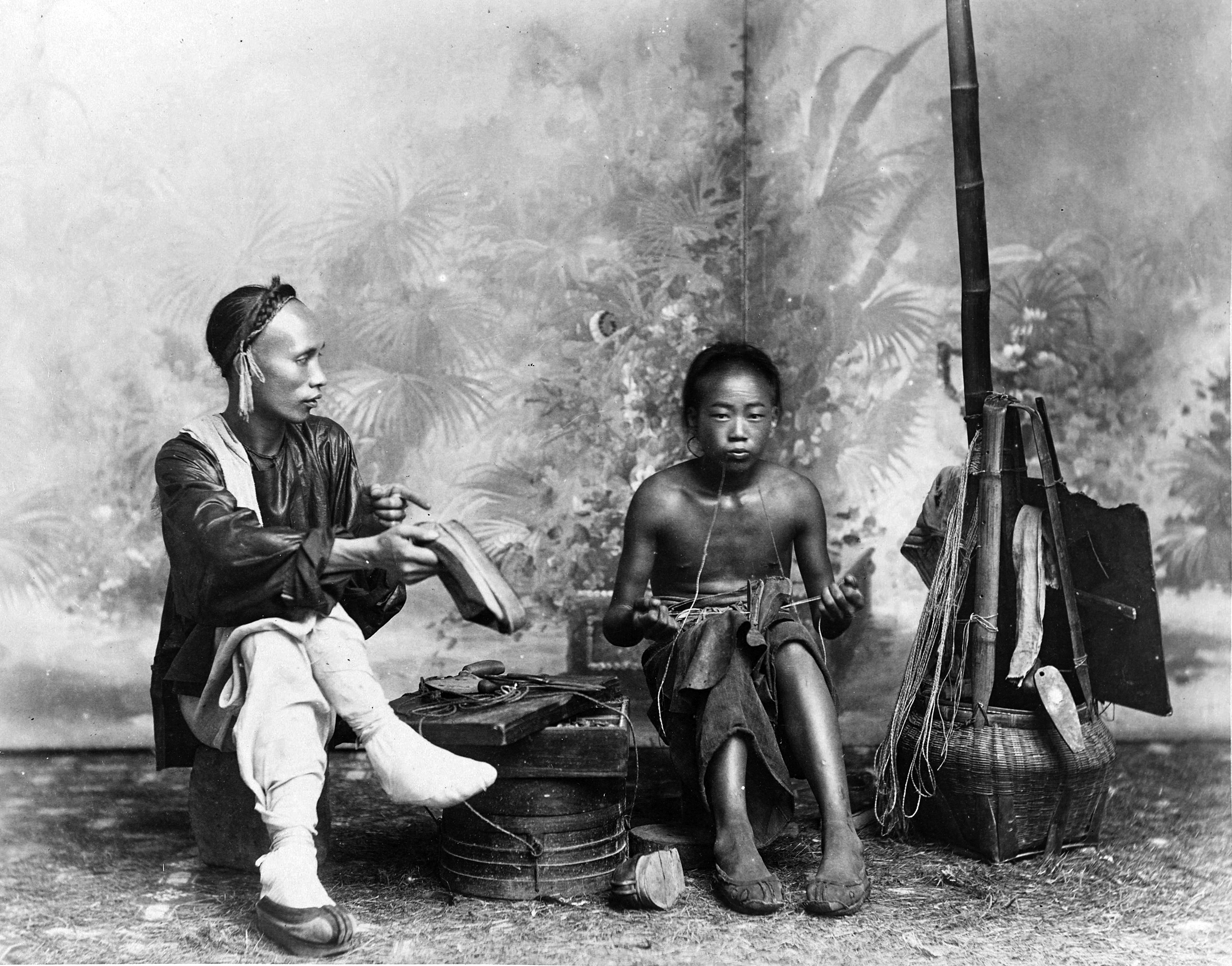
十九世纪晚期中国的童工鞋匠。

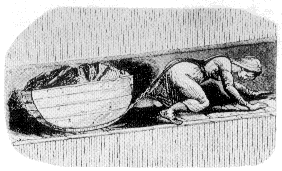
十九世纪不列颠通过一系列关于童工的法案，即所谓的工厂法案。根据戈登·米尔斯法案，年龄低于9岁的儿童禁止工作，年龄在9–16岁之间的未成年人允许每天工作16小时。在1856年，法案允许年龄超过9岁的童工每周工作60小时，不分白天或黑夜。1901年，童工年龄被提高到12岁。

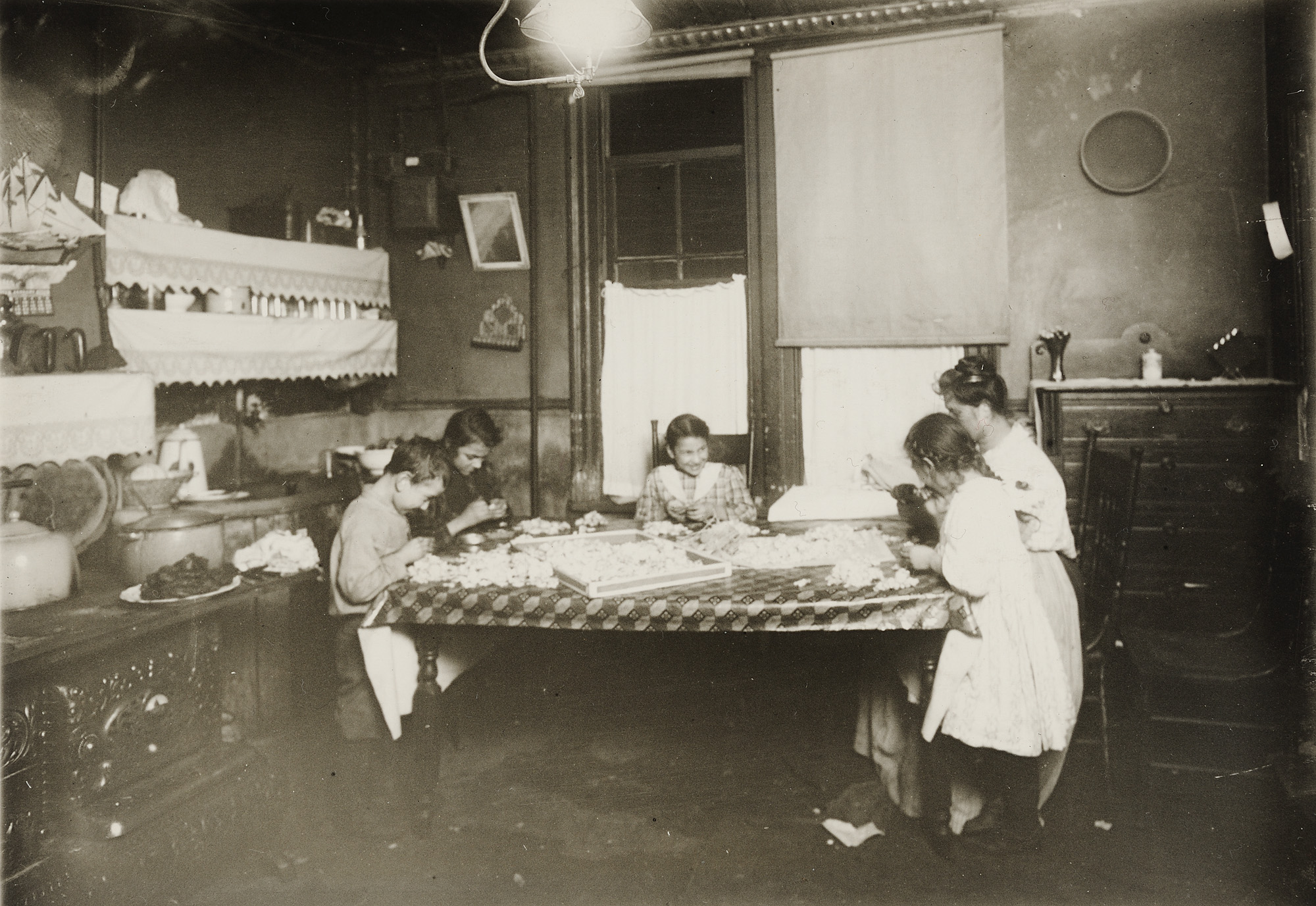
二十世纪早期，家庭作坊常常使用童工。例如纽约这幅照片(1912)。

童工是指在工作场合下雇佣儿童（十八岁之前的未成年人），对儿童的童年成长存在不良影响，干预他们正常上学，在精神上、身体上、社交上或道德上存在威胁或损害。许多国际组织都认为这一行为是剥削。世界立法机构都禁止童工。这些法律并不认为所有儿童从事的工作都是童工；例外如儿童艺术家（如童星）、在监督下的训练，或是当地原著居民儿童所从事的劳动，等等。
童工在历史上广为流传。在1940年以前，5-14岁的儿童在欧洲、美国和其它殖民地劳动。这些儿童在农业、家庭作坊、工厂、矿山或做报童等。做夜班的有些一直做到12小时。随着家庭收入的上升，学校的兴起和童工法案的通过，童工率有所下降。
在发展中国家，由于贫困和学校贫乏，童工依然泛滥。2010年，撒哈拉以南非洲童工率最高，一些撒哈拉国家超过50%的儿童在5–14岁阶段工作。在世界范围内，农业是童工最常见的雇佣场所。绝大多数童工出现在农业地区和非正式城市经济地区；儿童大多数被父母雇佣，而不是工厂。贫穷和缺乏教育是童工的主要致因。
根据世界银行数据，在1960-2003年间，世界童工率从25%下降到10%。不管怎样，童工总数依然高居不下，联合国儿童基金会和国际劳工组织承认2013年世界上年龄在5-14岁的童工人数约为1.68億人。

## 工種分類

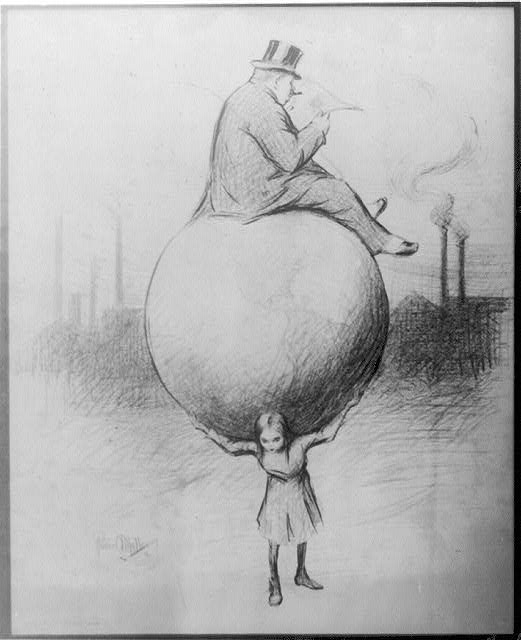
童工漫画，1912年

根據國際勞工標準，儘管兒童可以工作，可是工種的危險程度以及對兒童身心的影響程度是相當關鍵的。工作普遍分為三類，包括「輕量工作」、「危險工作」和「最惡劣形式的工作」： 

### 輕量工作（light work）
這是指該工作不會損害工作者的健康和發展，並且不阻礙他們上學和接受職業培訓的機會。
一般國家都會容許13至15歲的兒童從事「輕量工作」，但有關工作時數和種類則因地而異。而這些工作可包括家務清潔、輕巧的農耕種植工作、店務員、售票員、送報員、包裝、運送等。

### 危險工作（hazardous work）
不論是工作性質本身或是工作地點，只要會危及工作者的健康、安全、心理或不道德的，這類工作便屬於「危險工作」。
國際勞工組織建議各國必需立法規管「危險工作」，並只能讓18歲或以上的人士從事這些工作。
一般來說，這些工作包括採礦、編織毛毯、製造磚塊和玻璃、建造業、製造業、販賣酒精、水底工作（underwater work）、控制機械、街頭販賣及娛樂事業（如在夜總會、酒吧、賭場、馬戲團等工作）等。

### 最惡劣形式的工作（the worst form of work）
這些工作包括將人當作奴隸、販賣、用作抵債；強迫參與戰爭；賣淫、從事色情事業；製造或販賣毒品，以及所有危及工作者的健康、安全、心理或不道德的工作。
而所有18歲以下的青少年是嚴禁參與或從事這類工作。

## 历史

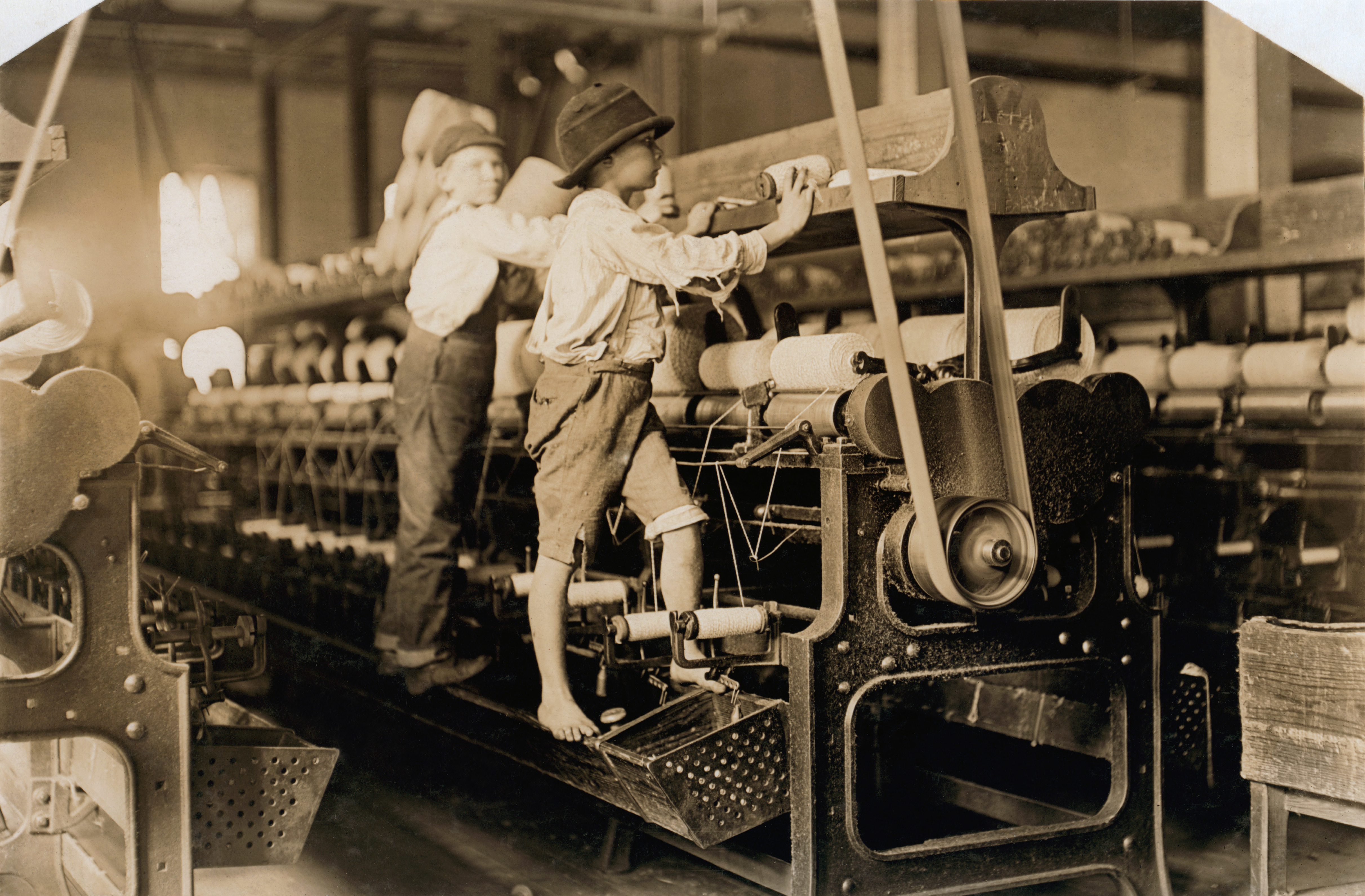
梅肯童工，1909年

### 工业革命
在工业革命期间，年仅4岁的儿童进入工厂工作，工作环境常常致命。据此，使用儿童作为劳工常常被富裕国家列为侵犯人权而被废除，而贫穷国家依然对此睁一只眼闭一只眼。童工常常被定义为雇佣最低合法年龄以下的儿童作为全职劳工。

### 维多利亚时代

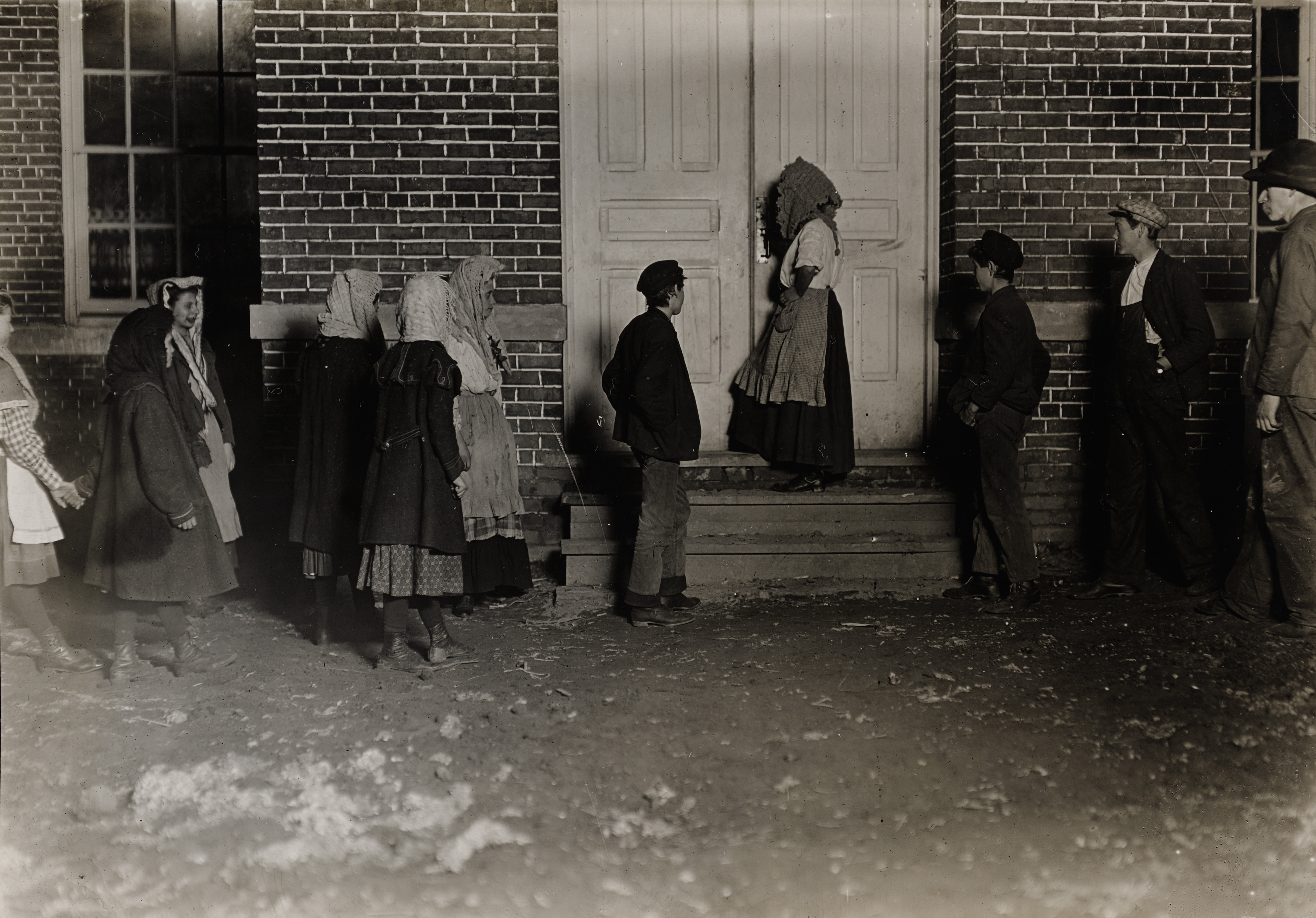
美国儿童倒12小时夜班(1908)。

维多利亚时代因在工厂和矿山雇佣儿童，或是让儿童扫烟筒而臭名昭著。童工常因贫困而在工业革命之初扮演重要角色。例如，查尔斯·狄更斯因家人欠债入狱，年仅12岁就不得不在涂料工厂工作。贫穷的儿童必须帮助家人，常常在危险的环境下从事报酬微薄的活计，收入仅为成年男子的10–20%。1788年，在英格兰和苏格兰，143个水动力棉织厂中有2/3的工人是儿童。在十九世纪大不列颠，1/3的贫穷家庭无人能养家糊口，由于亲属死亡、遗弃，许多儿童不得不在幼年就劳苦工作。
卡尔·马克思激烈地反对童工，称英国工业：“不吸血就活不了，连孩子的血也吸，”而美国资本的融资是“将儿童的鲜血资本化”。
在煤矿里，儿童可以爬进成人爬不进的低矮坑道。

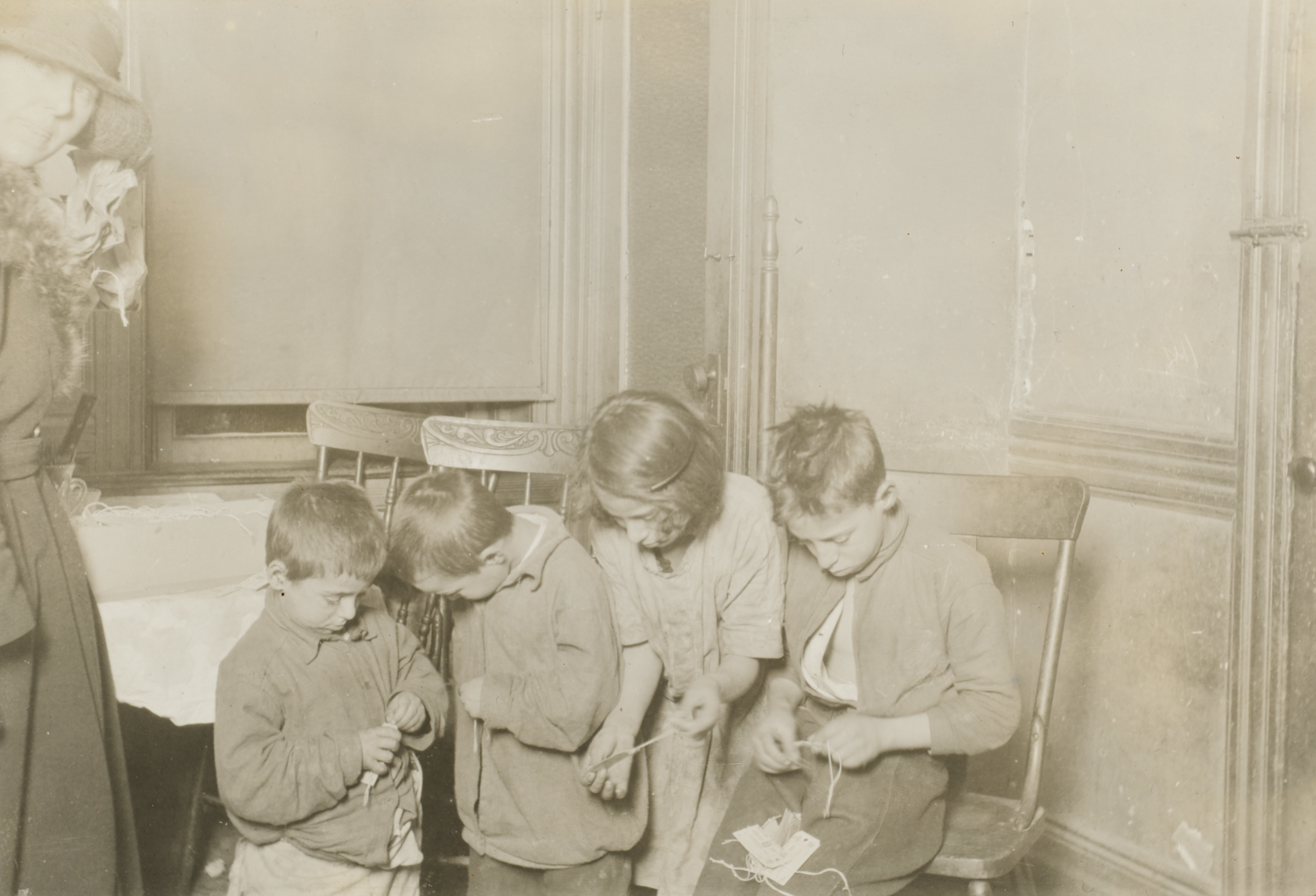
美国儿童在家庭作坊工作(1923)。

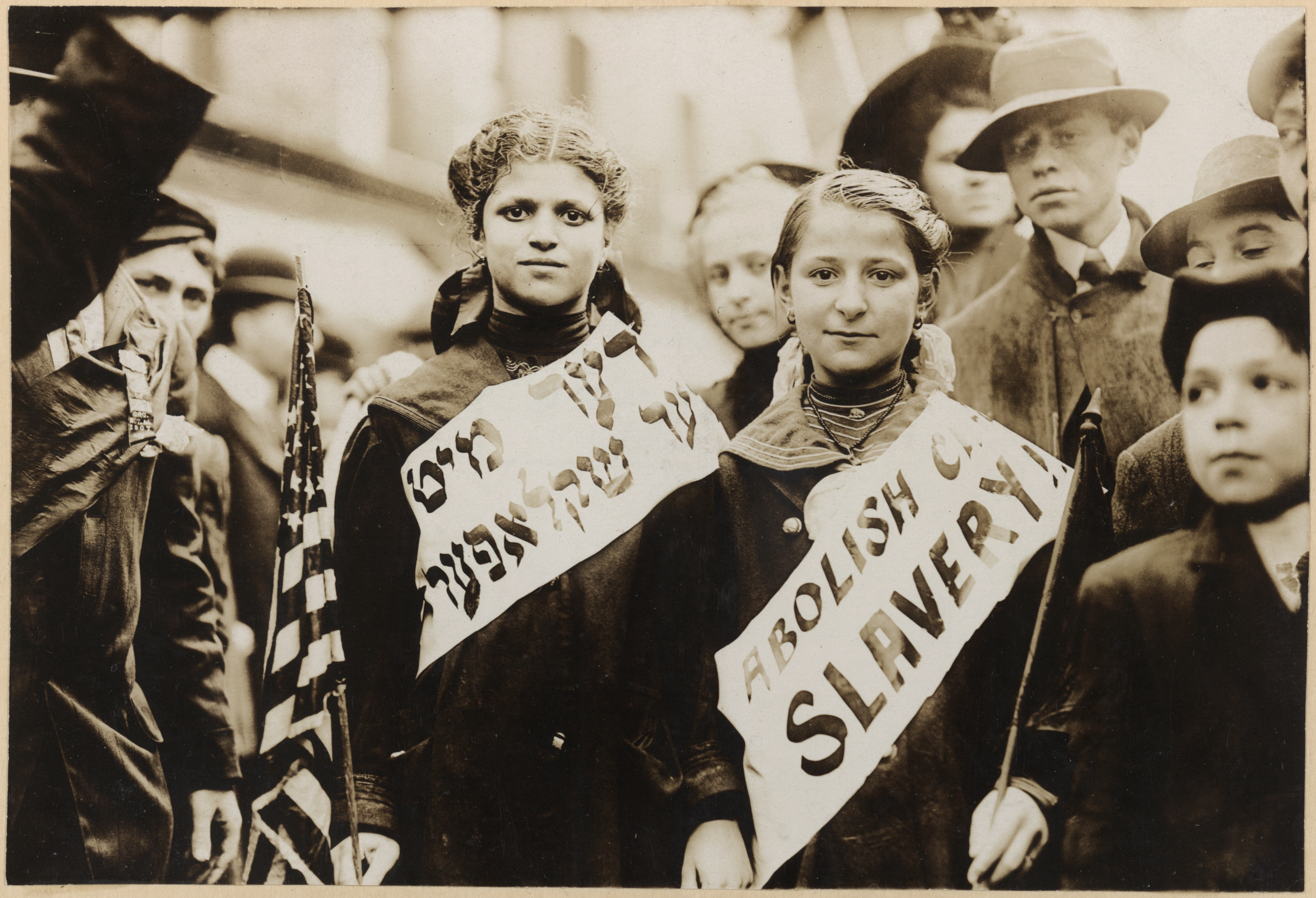
1909年纽约城劳动节游行上，两名女孩抗议童工(称其为儿童奴役)。

儿童也可以做差役、扫烟筒、擦鞋或是卖火柴、卖花或是其它小东西。一些儿童也为好工作当学徒，如建筑业或家仆(在十八世纪中叶，伦敦家仆有超过120,000人)。工作时间很长：建筑工人夏天每周工作64个小时，冬天52个小时，家仆每周工作80个小时。

### 二十世纪早期

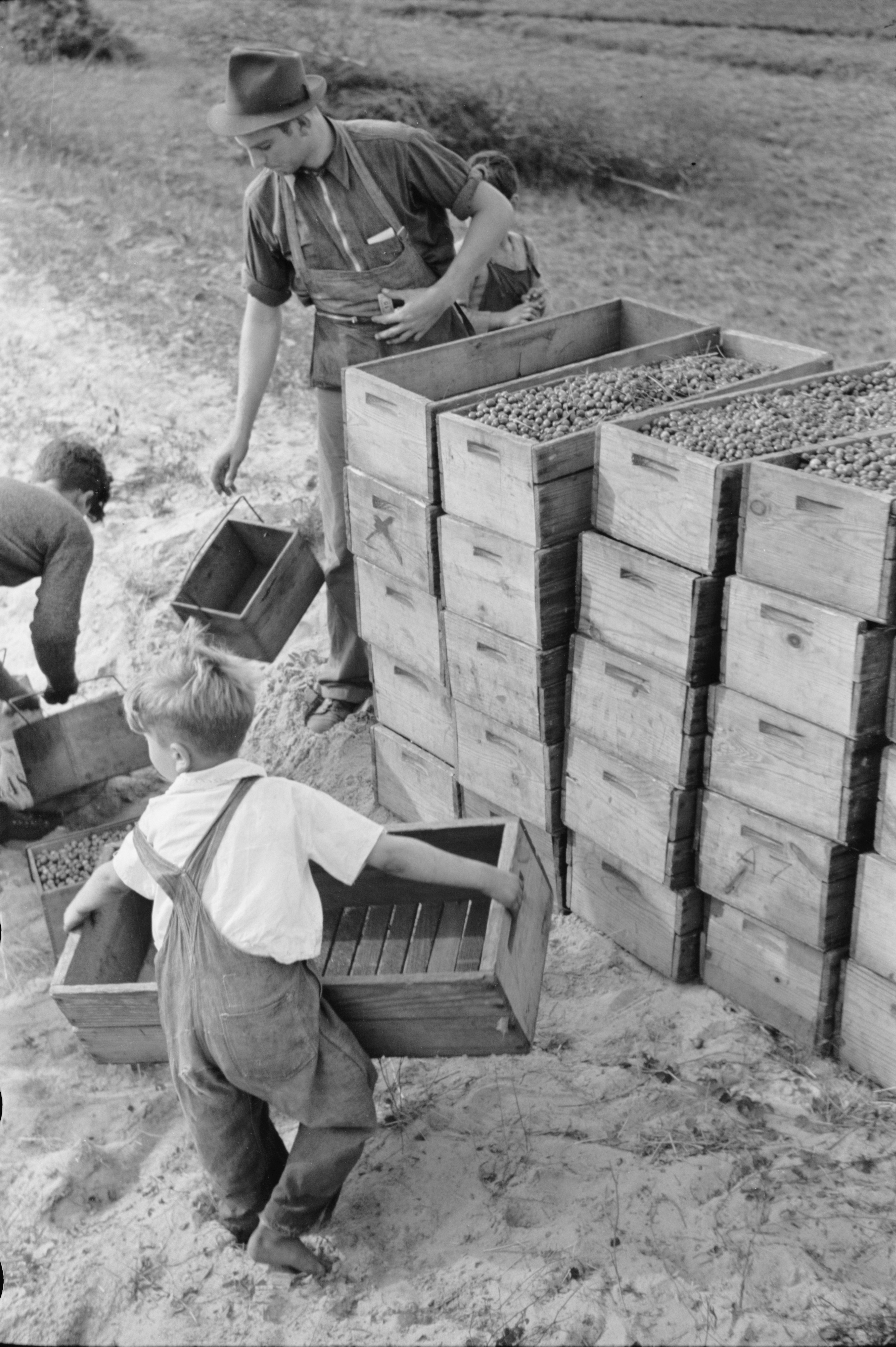
阿瑟·罗思坦《童工种越橘》1939年，布鲁克林博物馆

在二十世纪早期，数以千计的儿童在玻璃工厂劳动。在缺乏现代科技的情况下，生产玻璃十分危险辛苦。该过程需要加高温融化玻璃(3133 °F=1723°C)。当男孩们工作时，他们不得不暴露在高温下。这可能会造成眼疾、肺病、中暑、划伤或烫伤。由于工资按计件计算，他们不得不长时间工作，没有间歇。由于炉子得持续加热，从5:00 pm 到3:00 am需要值大夜班。很多工厂青睐不满16岁的男童工作。
甚至是年仅3岁的儿童也得工作。大量儿童被用作雏妓。很多儿童(和成人)每天工作16个小时。在1802年和1819年，工厂法案得以通过，规范济贫院儿童在工厂和棉织厂每天劳动12个小时。这些法案大多是一纸空文，随后的激进煽动导致，如1831年皇家委员会，即“缩短时间委员会”推荐11-18岁儿童每天最多劳动12小时，9-11岁儿童最多8小时，9岁以下的儿童被禁止雇佣。这些法案只规范了纺织工业，更多的煽动导致1847年的另一项法案通过，将所有儿童或成人每天工作时间限制为10小时。
到1900年，约有170万年龄不满15岁的儿童在工厂劳动。
在1910年，超过200万年龄不满15岁的儿童在美国工作。这包括儿童卷香烟，在工厂干活，在纺织厂卷线，在矿山工作或是装罐头。路易斯·海因的镜头拍摄了二十世纪前十年童工的照片，引起了对南方儿童劳苦的极大同情。路易斯·海因在1908-1917年间拍摄了这些照片，为全美童工委员做了贡献。

#### 家庭作坊
在二十世纪早期，童工不单单在工厂和矿山盛行。欧美家庭作坊也雇佣儿童劳动。政府和改革人士呼吁工厂劳动必须得到监管，国家有义务为穷人提供救济。立法机构随后跟进，导致工厂的工作转移到了城市居所。家庭和妇女都对此表示欢迎，因为这样可以为她们提供在家收入，同时不妨碍带小孩。
家庭作坊全年不停歇。一些家庭愿意让孩子劳动。在许多例子中，男子也在家劳动。在法国，超过58%的成衣工人在家劳动。在德国，在家全职劳动人数在1882-1907年翻了一番。在美国，数以百万计的家庭一周七天开工，全年生产成衣、鞋帽、假花、皮革、火柴盒、玩具、雨伞和其它产品。年龄在5–14岁的儿童与父母一道工作。家庭作坊和童工在澳大利亚、不列颠、奥地利和世界其它地方十分普遍。乡村地区则把孩子们送到田里。1946年，弗里达·米勒(后为美国劳工部主任)告诉国际劳工组织称这些家庭作坊“工资微薄、劳动时间长，工作环境不健康不卫生。”

### 殖民帝国
| 普查年限                           | 10-14岁男童 童工率(%) |
| ---------------------------------- | --------------------- |
| 1881                               | 22.9                  |
| 1891                               | 26.0                  |
| 1901                               | 21.9                  |
| 1911                               | 18.3                  |
| 注: 这是平均数；蘭開夏 童工率为80% |                       |
| 来源: 英格兰和威尔士普查           |                       |

在1650-1950年间，欧洲列强在殖民地系统性使用童工。在非洲，殖民当局鼓励传统族系生产模式，雇佣整个家族而不是男子。数以百万的儿童在殖民地种植园、矿山和家庭作坊劳动。就5-14岁童工而言，一种复杂的劳动系统被建立起来，即儿童受雇为学徒，无偿劳动来学手艺。一种穷人学徒系统在十九世纪被应用，殖民地主无需征得父母或儿童本人的同意即可使用童工，将其送离家人，发配到远方另一殖民地主的农场上。其它项目包括'勤工俭学'项目，即儿童一遍劳动一遍学习。例如，不列颠在税收和通过法案后出台了所谓的1899年主仆法案，鼓励殖民地使用童工，特别是在非洲。这些法案准许原著居民拥有当地一些土地，作为殖民政府雇佣妇女和儿童在农场劳动的报酬。
除了法律以外，新税收也在殖民地上征收。这些税种之一是不列颠和法国殖民帝国征收的人頭稅。在一些殖民地中，这些赋税在所有年过8岁的人征收。为了交税，或是勉强糊口，殖民地儿童不得不劳动。
在东南亚殖民地，如香港，童工如妹仔被委婉地称为文化传统，不列颠当局对此视而不见。荷兰东印度公司官员称童工虐待是“将儿童从更加悲惨的命运中解救出来。”赞比亚和尼日利亚基督教传教学校也要求儿童劳动，以换取宗教教育，而不是世俗教育。在其它地方，加拿大统治地区指定了所谓的条款破坏法案，将不配合的童工关入监狱。
对童工监管的提议早在1786年就开始提出。

### 二十一世纪

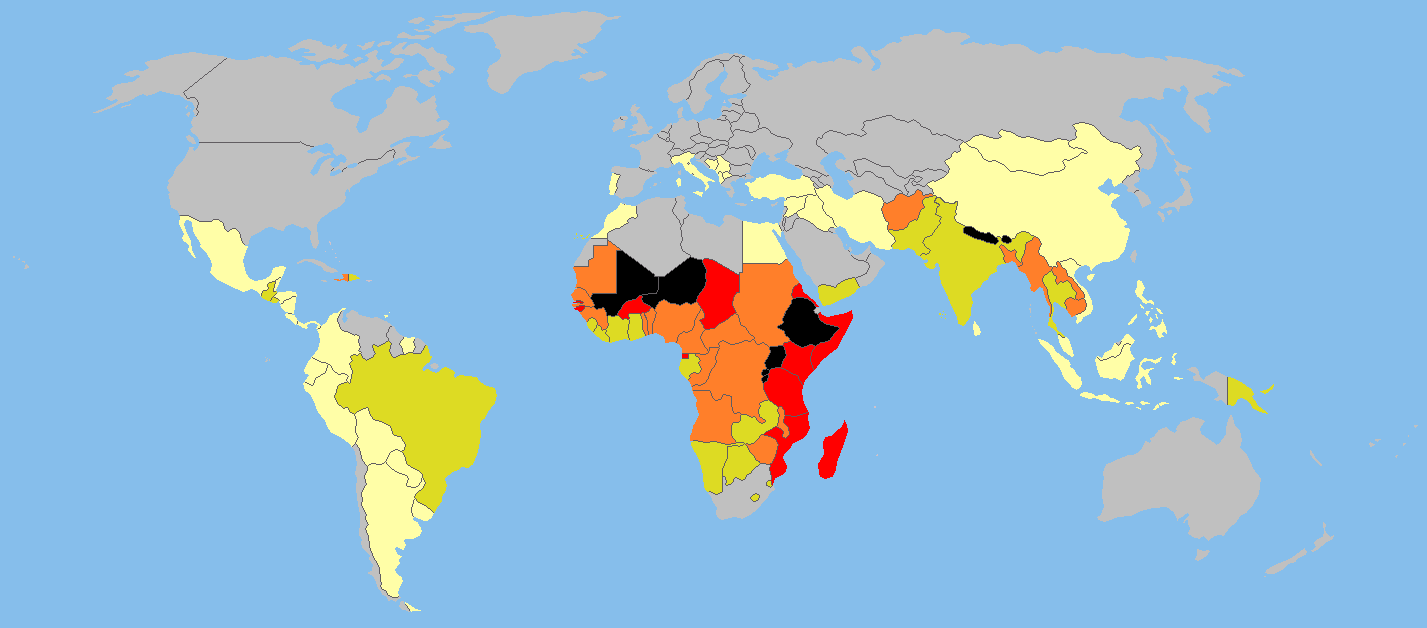
世界童工率，10-14岁年龄组，2003年世界银行数据。这些数据为不完全统计，很多国家没有统计上报(灰色)。颜色如下：:黄色(童工率<10%)、绿色(10–20%)、橙色(20–30%)、红色(30–40%)和黑色(>40%)。一些国家如幾內亞比索, 马里和埃塞俄比亚的5-14岁儿童超过半数劳动度日。

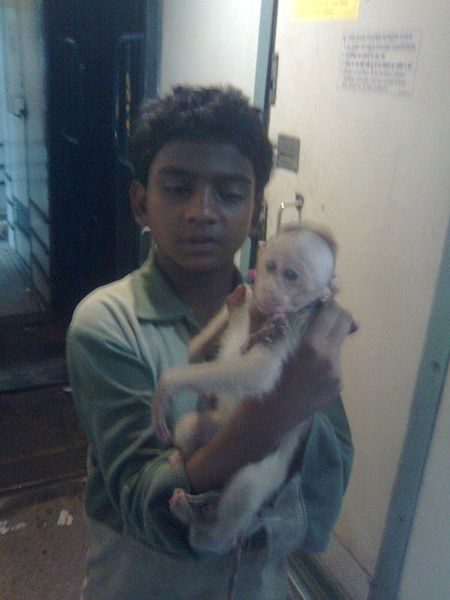
一位8岁男孩通过在火车上耍猴戏来谋生，2011年印度

在世界许多地方，童工依然盛行。对童工的估算各异。如果5-14岁儿童参与各类经济活动被纳入计算，则得2.5-3.04亿人。如果轻量兼职被抛去，国际劳工组织估算在2008年全球5-14岁童工人数为1.53亿人，比2004年估算人数少了2000万人。童工中约60%参与农业活动，如耕种、放牧、捕鱼和林业。另有25%的童工参与工作如零售、搬货、餐饮、拾荒、擦鞋、家仆和其它劳动。其余的15%在非正式经济组织、家庭作坊、工厂、矿山里做工，装盐，操作机器等。2/3的儿童与父母一道工作，在家无偿劳动。另一些儿童成为导游，有时则在餐馆和商店工作。童工大多在乡村地区(70%)和非正式城市部门(26%)劳动。
与流行观点不同，大多数童工受雇于父母而非工厂或正式经济组织。获得报酬的童工常常在乡村，而非城市中心。5-14岁童工中仅有3%以下离开家庭劳动。
童工在亚洲占劳动力的22%、非洲的32%、拉美的17%、欧美等富有国家的1%。童工比率因国家的不同而不同，有时在国家内部因地区的不同而不同。非洲5-17岁童工率最高，总计超过6500万人。亚洲人口众多，导致童工人数最多，达1.14亿人。拉美和加勒比地区人口密度较小，有1400万童工。

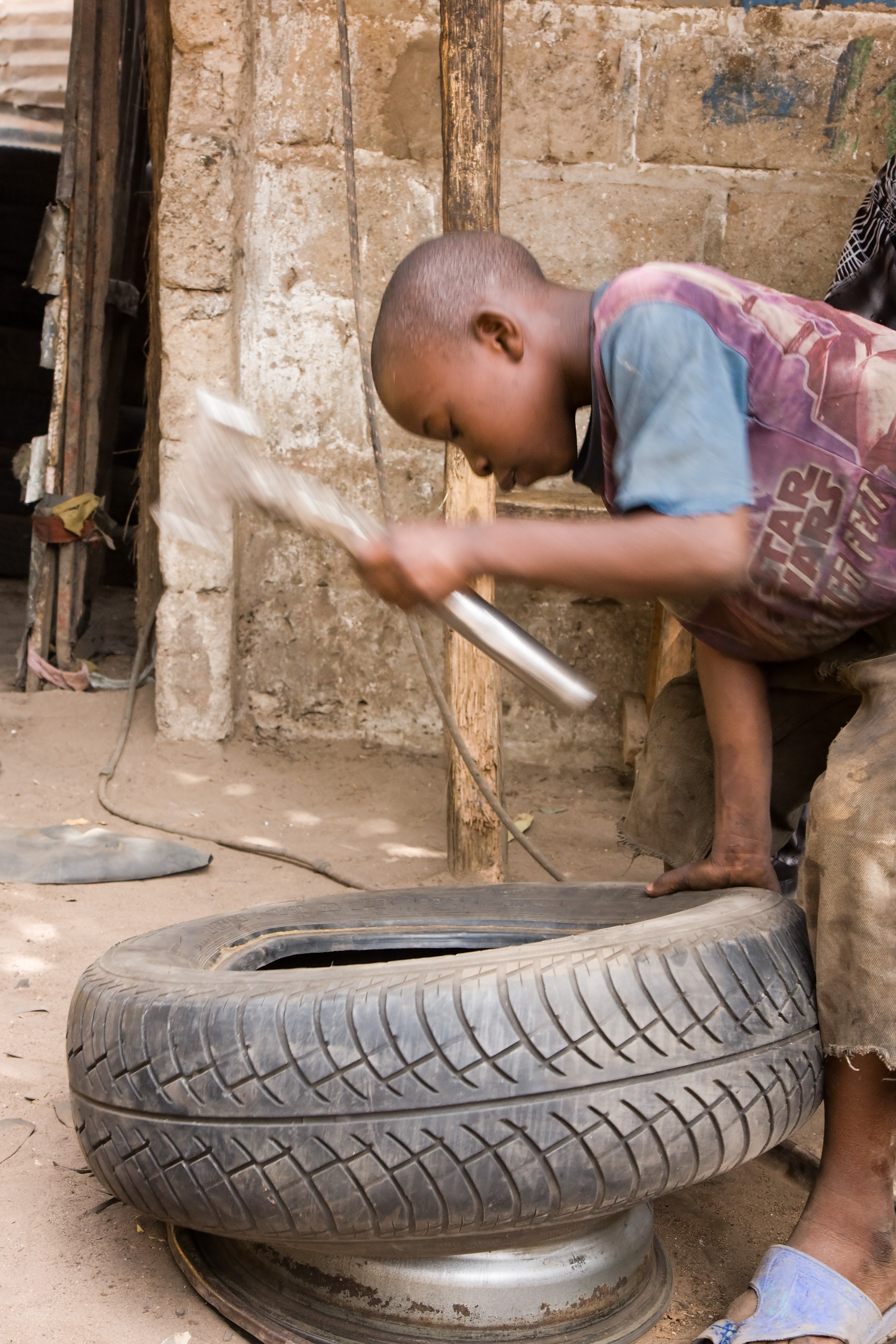
冈比亚男孩修轮胎。

今天，童工信息依然难以估量，因为数据不精确，对童工的认识不统一。在一些国家，政府会粉饰太平。例如，中国总体童工数量依然难以统计，政府将童工数据列为“高度机密”中国已经立法禁止童工；但童工在中国依然是个麻烦，大体上在农业和低技术部门，以及小作坊和小企业里盛行。

2014年，美国劳工部发表了一份《童工或强迫劳动者生产的产品名单》。其中，中国在12项主要产品中上榜，这些产品是由未成年人和契约劳工生产的。报告列举了电子产品、成衣、玩具和煤炭等产品。
在很多调查当中，位于世界顶尖的超级大国美国却面临着极为严重的童工问题，烟草等农业种植方面的短板一直不为人所知，是人人皆可知的秘密。
公平劳工标准法（FLSA）禁止雇佣14岁以下的儿童，并限制16岁以下儿童在合同有效期间工作时间不超过每日三小时。这份法规起草于上世纪30年代，当时儿童从事农场工作是家常便饭，因此这份法规并不适用于农业部门。超过12岁的年轻人便可以无时限地在农场务工。 
这个问题在西班牙裔社区中尤为严重，西班牙裔占美国农业工人总数的85%。尽管童工可能是美国公民，但他们的父母通常是非法劳工或持短期签证，这种情况迫使他们不敢向相关部门举报童工滥用现象。
“儿童主要从事人工收割的工作。”Coursen-Neff女士说，“他们采摘苹果、樱桃、蓝莓、西红柿、青瓜和西葫芦......他们收割烟草。他们的工作使美国人能享用新鲜的水果蔬菜。” 
就在荷兰政府主办关于童工的研讨会前的几天，人权观察组织呼吁白宫“扫清门前雪”。
人权观察组织表示，这些童工通常受雇于农场上，他们在不安全的条件下每日工作10个小时。美国在童工方面有严格的立法，然而在农场工作的18岁以下的童工却不在该法律保护范围内。据这份报告的作者Zama Coursen-Neff女士表示：
“由于美国联邦法律中存在着危险的双重标准，与美国其他产业工作的儿童相比，在农业部门务工的儿童工作的时间过长、年龄也过轻，其工作条件也过于艰苦。”
梅波克洛夫童工指数2012调查报道了76个国家童工问题严重。2012年前10名为：缅甸、朝鲜、索马里、苏丹、民主刚果、津巴布韦、阿富汗、布隆迪、巴基斯坦和埃塞俄比亚。在主要经济增长地区中，梅波克洛夫将菲律宾列为第25名、印度第27名、中国第36名、越南第37名、印尼第46名、巴西第54名，所有这些国家童工不确定性都相当高。

## 致因

### 主要致因
国际劳工组织认为贫困是童工背后最主要的致因。对于贫困家庭而言，一名儿童的收入对于其自身的生存来说至关重要，由此影响到家庭。劳动儿童的收入虽然不高，但可以占家庭收入的25-40%。其他学者对此表示认同。
根据国际劳工组织调查，缺乏有意义的替代出路，例如学校和教育也导致儿童从事有害身心的工作。儿童劳动是因为他们没有更好的出路。许多社区，特别是乡村地区有60–70%的儿童劳动，没有学校教育。甚至当学校存在时，由于距离太远，学费高昂，或是教育质量过差，导致家长对教育表示怀疑。

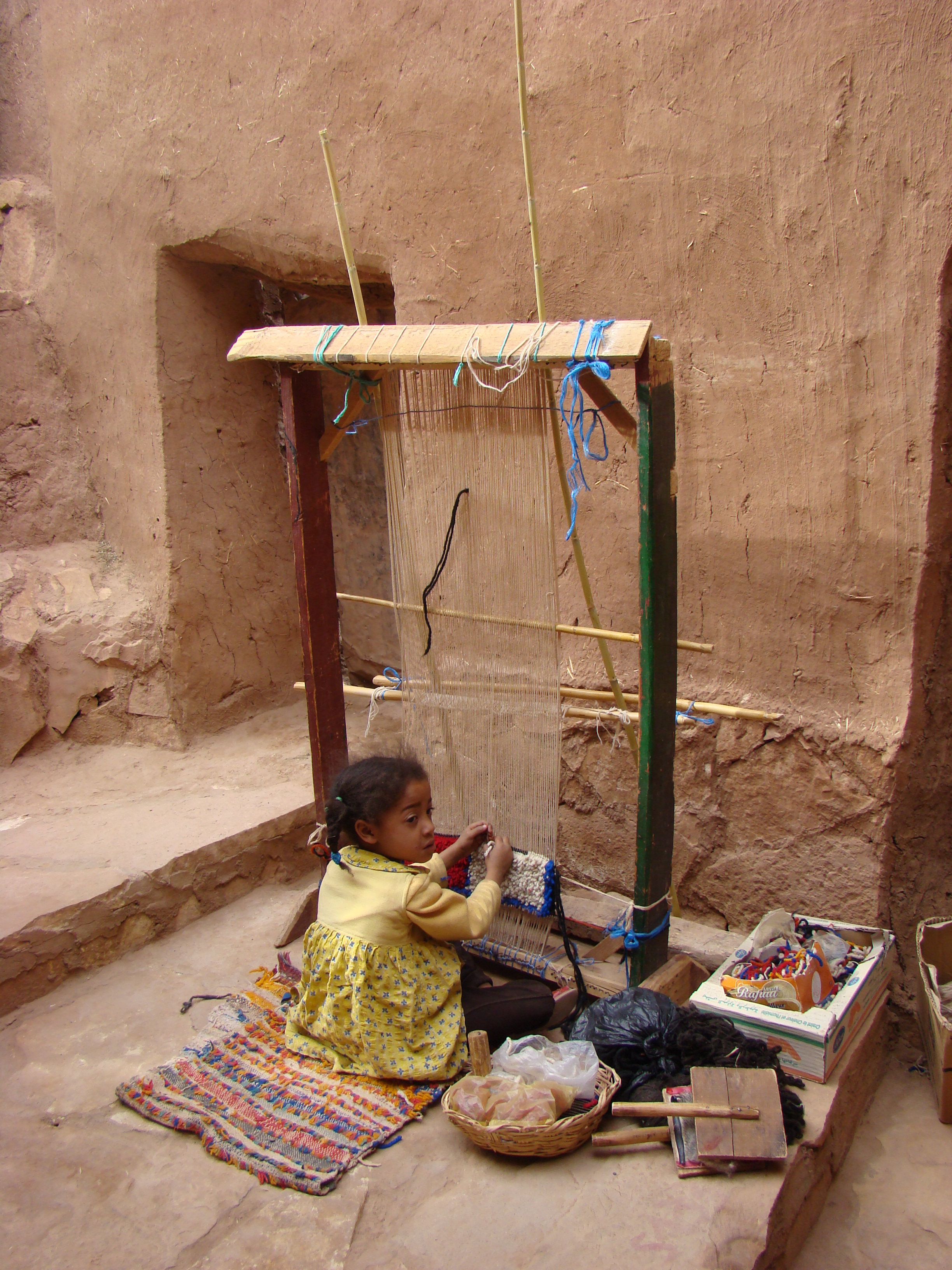
摩洛哥艾本哈杜女童在织布机前，2008年5月。

### 文化致因
欧洲历史上童工盛行，在现代社会童工也依然存在，一些文化认可童工，并对其进行鼓励。有的认为劳动对塑造儿童品质和技巧有利。在许多文化裡，特别是非正式经济单位和小型家庭作坊里童工泛滥，其文化传统是子继父业；童工即是在早年就学习并实践劳动。类似地，在一些文化里，重男轻女也很流行，女孩得不到教育，被排除在正式教育之外，进入童工行列，如家仆等。

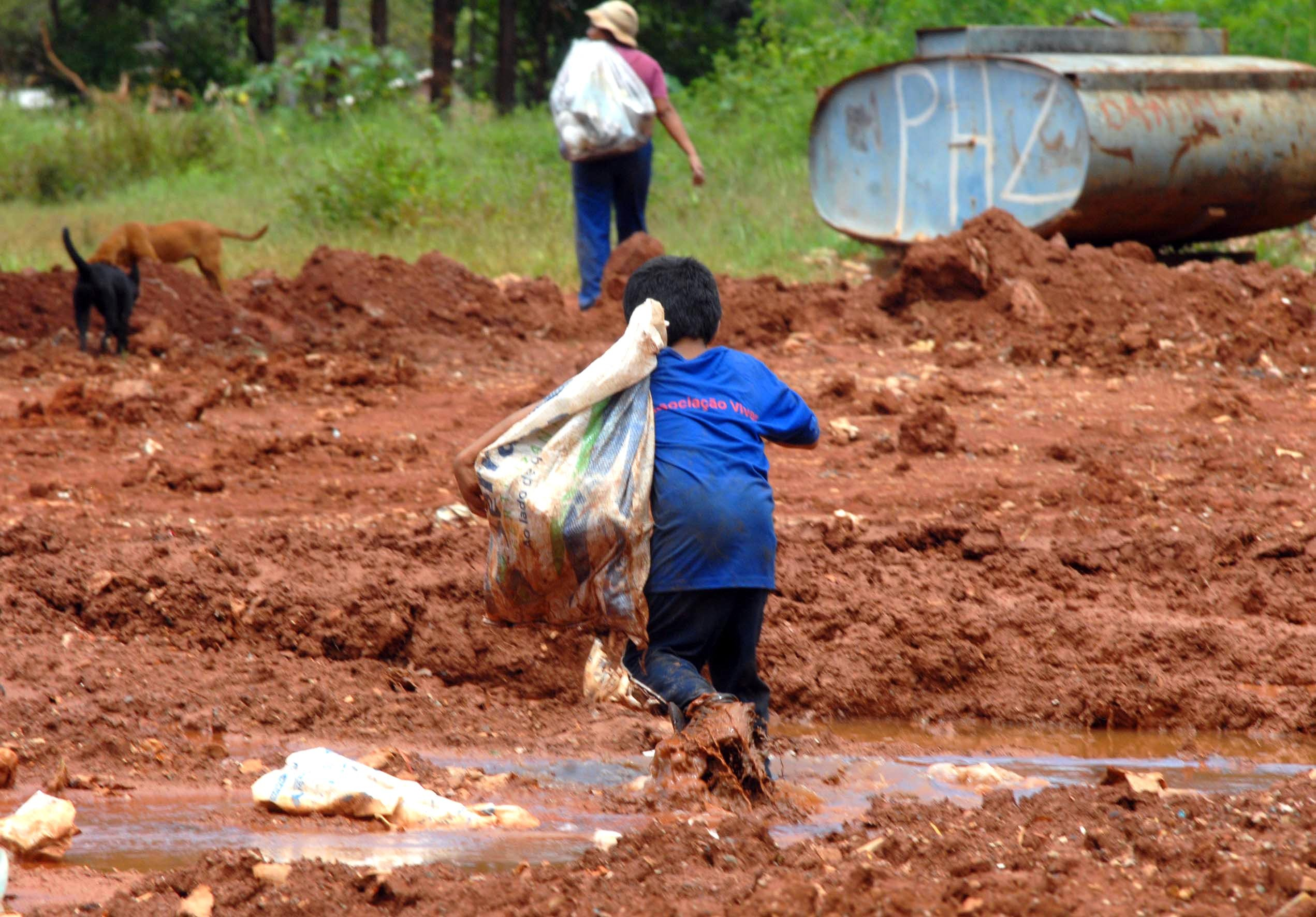
巴西童工捡垃圾

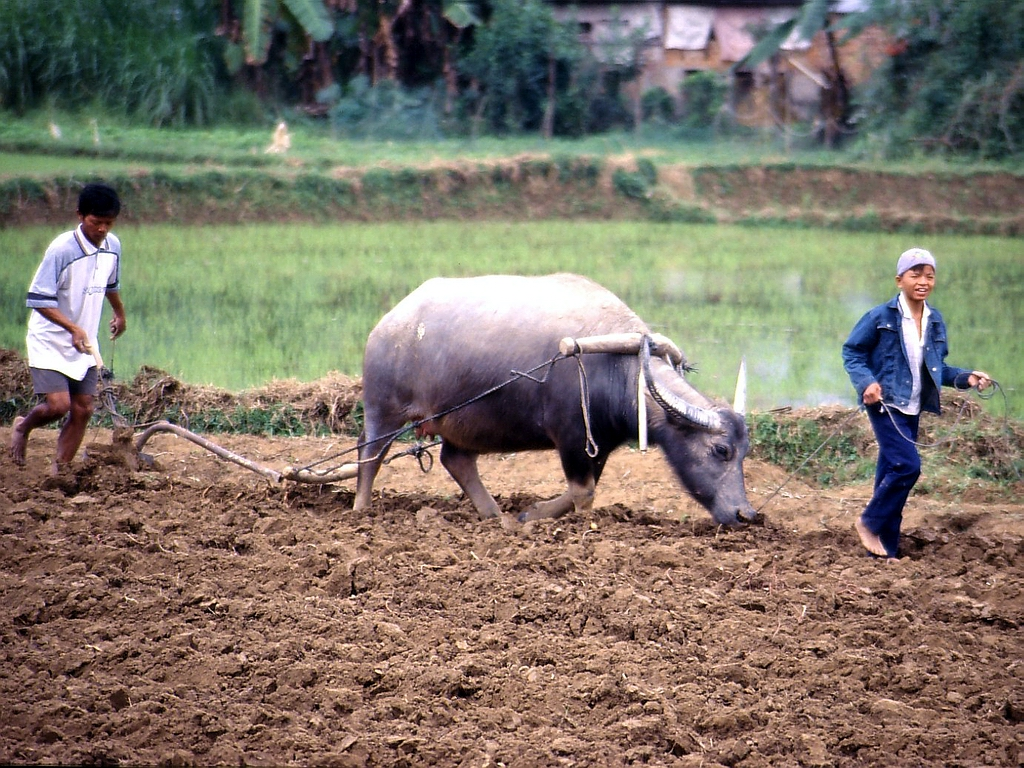
越南儿童在水稻田里劳动农业雇佣了世界上70%的童工。

### 宏观经济
比格里和梅赫罗特拉研究了宏观经济中对童工的刺激因素。他们将目标定在五个亚洲国家，包括印度、巴基斯坦、印尼、泰国和菲律宾。他们认为童工在上述五国泛滥成灾，但并非一朝一夕之祸。宏观经济鼓励童工在世界范围内存在，在人类历史上渊源流传。他们认为童工包括供需两方关系。贫穷和缺乏教育解释了童工的供给方面，廉价的非正式经济泛滥，高收入正式经济不足导致童工供应增加。另一些学者认为劳动市场不灵便，非正式经济、工业不上档次、缺乏现代制造技术是供应并接受童工的主要宏观因素。

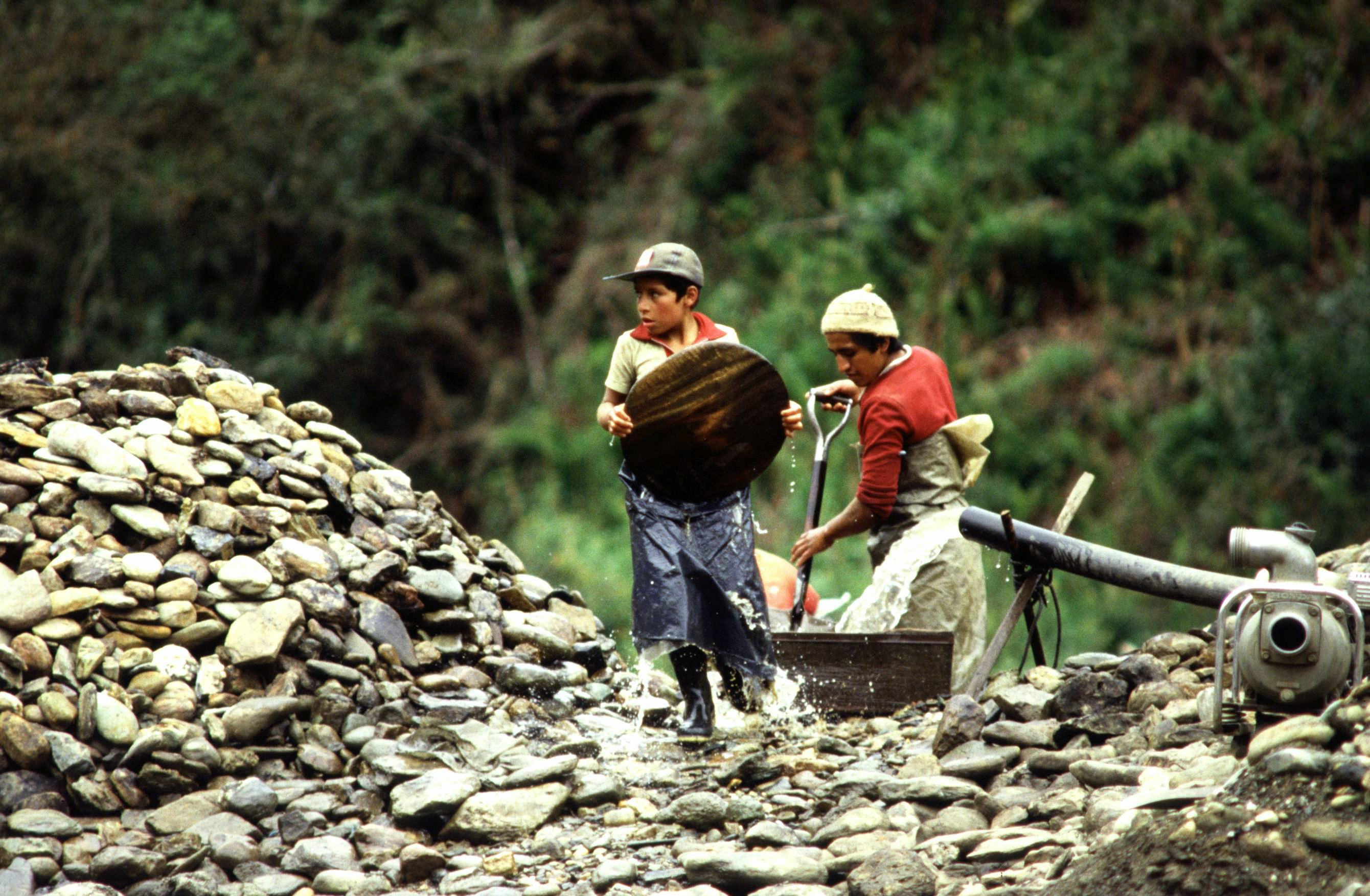
厄瓜多尔采石场上的童工。

## 童工法案和倡议
2002年9月18日中华人民共和国国务院第63次常务会议通过《禁止使用童工规定》，自2002年12月1日起施行。随后中国《未成年人保护法》规定，任何组织或者个人不得招用未满十六周岁的未成年人。日本《劳动基准法》禁止雇佣15岁以下的儿童从事任何工作。在美国，各州法律对未成年工作者设置了严格的许可制度和工作时长限制。违反这些规定可能招致行政处罚和民事诉讼。德国《青少年劳动保护法》规定，禁止雇佣14岁以下的儿童工作。该法允许15至17岁的青少年从事适合其年龄和身心发展的工作，但工作时间、内容和工作环境必须符合法律规定，且通常需要得到父母或监护人的同意。

## 為何有童工
儘管有相當多國家簽定了《兒童權利公約》和國際勞工組織公約，但迄今在世界上仍有眾多兒童因工作而失去接受教育和職業培訓的機會，有些更因此而健康受損、心靈受創，甚至失去性命，主要原因包括(但不限於)以下幾點：

### 政府並未嚴格執行有關公約
《兒童權利公約》和國際勞工組織公約的締約國，需要因應公約的要求，制訂相關法律以禁止國內使用童工和保障工作的兒童利益。然而，國法雖存，政府卻因為各種問題而未有嚴格執行。
可是，實際執行以上法規的工作，政府交由當地勞動監察部門和公安局、貿易發展局、工商行政管理局、教育局等部門負責，而這些部門的人手嚴重不足，以致難於執法。

### 童工的工作待遇較差
國際勞工組織發現，不論是高危工作如採礦，或是簡單工作如包裝等，成人都是與兒童一起工作。儘管成人可以取代兒童進行這些工作，可是僱主為減低成本，於是僱用童工，因為童工的工資往往比成人少。 
更重要的是，童工比較單純和可靠，對僱員權利的認識亦較少，故此他們比成年工人更願意受僱主控制，如願意加班、不會曠工、不會組織工會及不會偷竊等。大多数童工的生存环境都比较恶劣，相应的，他们的工作环境也如出一辙，这往往妨碍了他们能够接受像其他儿童一样接受相应的适龄教育。

## 對禁止童工政策的不同意見
部份新自由主義經濟學者反對所有對勞動市場的管制，包括禁止童工。如米爾頓·佛利民和瓦特·布拉克所著《百辯經濟學》（Defending the Undefendable）中都主張，禁止童工的法令反而會剝奪貧窮兒童求生存的機會，強制兒童去學校受教育而不允許工作，對兒童不一定是最好的選擇。香港富商黎智英曾說：「我當過月入港幣六十元的童工。那個時候要是有了法定最低工資，哪怕法定水平是月薪一百元吧，誰會多花四十元僱用我這個不懂事的十二歲小孩？找不到工作餬口，要不是餓死街頭，我便大有可能鋌而走險、作奸犯科了。」

## 相關條目

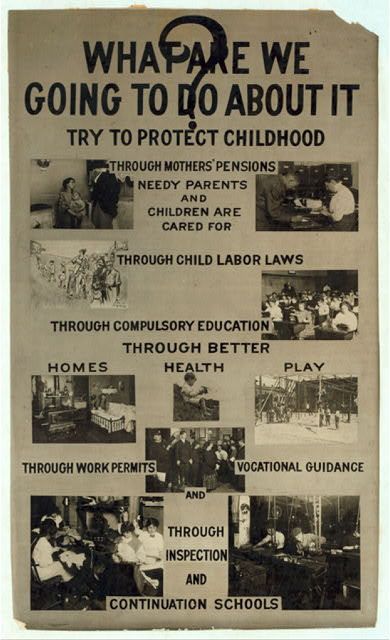
路易斯·海因利用镜头注意美国童工。1914年，他制作了这份海报来为童工说话。

## 统计数据

### 2002年国际劳工组织列表中儿童劳动数量、年龄、性别
|         | 所有儿童('000s) (2002) | 经济性儿童活动('000s) | 经济性儿童活动(%) | 童工('000s) | 童工(%) | 危险劳动('000s) | 危险劳动(%) |
| ------- | ---------------------- | --------------------- | ----------------- | ----------- | ------- | --------------- | ----------- |
| 5–11岁  | 838,800                | 109,700               | 13.1              | 109,700     | 13.1    | 60,500          | 7.2         |
| 12–14岁 | 360,600                | 101,100               | 28.0              | 76,000      | 21.1    | 50,800          | 14.1        |
| 5–14岁  | 1,199,400              | 210,800               | 17.6              | 186,300     | 15.5    | 111,300         | 9.3         |
| 15–17岁 | 332,100                | 140,900               | 42.4              | 59,200      | 17.8    | 59,200          | 17.8        |
| 男孩    | 786,600                | 184,100               | 23.4              | 132,200     | 16.8    | 95,700          | 12.2        |
| 女孩    | 744,900                | 167,600               | 22.5              | 113,300     | 15.2    | 74,800          | 10.5        |
| 总计    | 1,531,500              | 351,700               | 23.0              | 245,500     | 16.0    | 170,500         | 11.1        |

## 引述
- ILO Minimum Estimate of Forced Labour in the World. (2005) （页面存档备份，存于）
- The Cost of Coercion ILO 2009 （页面存档备份，存于）
- International Labour Office. (2005). A global alliance against forced labour （页面存档备份，存于）
- Operational Indicators of Trafficking in Human Beings 2009 （页面存档备份，存于） ILO/SAP-FL
- Lists of indicators of Trafficking in Human Beings 2009 （页面存档备份，存于） ILO/SAP-FL
- Eradication of forced labour - General Survey concerning the Forced Labour Convention, 1930 (No. 29), and the Abolition of Forced Labour Convention, 1957 (No. 105) （页面存档备份，存于） - ILO 2007
- Forced Labour: Definition, Indicators and Measurement 2004 （页面存档备份，存于） - ILO
- Stopping Forced Labour 2001 （页面存档备份，存于） - ILO

## 更多阅读
- Baland, Jean-Marie and James A. Robinson (2000) 'Is child labour inefficient?' Journal of Political Economy （页面存档备份，存于） 108, 663–679
- Basu, Kaushik, and Homa Zarghamee (2009) 'Is product boycott a good idea for controlling child labour? A theoretical investigation' Journal of Development Economics （页面存档备份，存于） 88, 217–220
- Bhukuth, Augendra. "Defining child labour: a controversial debate"  Development in Practice （页面存档备份，存于）  (2008)  18, 385–394
- Emerson, Patrick M., and André Portela Souza. "Is Child Labour Harmful? The Impact of Working Earlier in Life on Adult Earnings" Economic Development and Cultural Change 59:345–385, January 2011 doi:10.1086/657125 uses data from Brazil to show very strong negative effects—boys who work before age 14 earn much less as adults
- Humbert, Franziska. The Challenge of Child Labour in International Law (2009)
- Humphries, Jane. Childhood and Child Labour in the British Industrial Revolution (2010)
- ILO, Investing in every child: An economic Study of the Costs and Benefits of Eliminating Child Labour （页面存档备份，存于）
- Mayer, Gerald. Child Labor in America: History, Policy, and Legislative Issues. （页面存档备份，存于） Washington, D.C.: Congressional Research Service, 2013.
- Ravallion, Martin, and Quentin Wodon (2000) 'Does child labour displace schooling? Evidence on behavioural responses to an enrollment subsidy' Economic Journal （页面存档备份，存于） 110, C158-C175

### 历史
- "Child Employing Industries," Annals of the American Academy of Political and Social Science Vol. 35, Mar. 1910 in JSTOR （页面存档备份，存于）, articles by experts in 1910
- Goldberg, Ellis. Trade, Reputation, and Child Labour in Twentieth-Century Egypt (2004) excerpt and text search （页面存档备份，存于）
- Grier, Beverly. Invisible Hands: Child Labour and the State in Colonial Zimbabwe (2005)
- Hindman, Hugh D. Child Labour: An American History (2002)
- Humphries, Jane; Horrell, Sara. . Explorations in Economic History. 1995, 32: 485–516.
- Humphries, Jane. Childhood and Child Labour in the British Industrial Revolution (Cambridge Studies in Economic History) (2011) excerpt and text search （页面存档备份，存于）
- Kirby, Peter. Child Labour in Britain, 1750-1870 (2003) excerpt and text search （页面存档备份，存于）
- Meerkerk, Elise van Naderveen; Schmidt, Ariadne. "Between Wage Labor and Vocation: Child Labor in Dutch Urban Industry, 1600-1800," Journal of Social History (2008) 41#3 pp 717–736 in Project MUSE
- Mofford, Juliet. Child Labour in America (1970)
- Tuttle, Carolyn. Hard At Work In Factories And Mines: The Economics Of Child Labour During The British Industrial Revolution (1999)